# Sulupere
Sulupere – wieś w Estonii, w prowincji Rapla, w gminie Rapla.